# Abe Cunningham
Pour les articles homonymes, voir Cunningham.
 (juin 2009).
Si vous disposez d'ouvrages ou d'articles de référence ou si vous connaissez des sites web de qualité traitant du thème abordé ici, merci de compléter l'article en donnant les références utiles à sa vérifiabilité et en les liant à la section « Notes et références ».
Abe Cunningham né le 27 juillet 1973 à Long Beach, est un musicien américain; il est le batteur du groupe de metal alternatif Deftones et fut le batteur de Phallucy.

## Biographie
C'est pour Phallucy qu'Abe commence la batterie au début des années 1990. En parallèle, il joue pour Deftones, en général à chaque fois que ceux-ci avaient un problème avec leur batteur - qu'ils ont abandonné par la suite. Abe sait aussi jouer de la guitare, mais c'est son beau-père Neil, batteur, qui le pousse à s'intéresser à la batterie. 
Ses influences sont Stewart Copeland, Ginger Baker ou Mitch Mitchell. Cunningham est connu pour être un cogneur, ses rythmes furieux, et son utilisation astucieuse du tempo, tout en se refusant à l'utilisation complète de la double pédale, pourtant si présente dans l'univers metal. Le kit d'Abe intègre bien une double-pédale comme des récents numéros des magazines Drum! et Modern Drummer l'ont montré. Son utilisation reste discrète  mais très bien placée.

## Vie privée
Abe a deux fils avec sa femme Annalynn Cunningham. Et elle fait figure de guest sur la chanson MX de l'album Around the Fur de Deftones, en chantant aux côtés de Chino Moreno.